# Balosave (Czarnogóra)
Balosave (cyr. Балосаве) – wieś w Czarnogórze, w gminie Nikšić. W 2011 roku liczyła 34 mieszkańców.